# P.G. Vinge
Per Gunnar (P.G.) Vinge, född 9 januari 1923 i Vinköls socken i Västergötland, död 3 oktober 2020, var en svensk ämbetsman, jurist och direktör, känd som den första chefen för den svenska Säkerhetspolisen.

## Biografi
P.G. Vinge var son till jordbrukaren Emil Vinge och hans hustru Naemi. Han tog studenten på latinlinjen i Skara 1942 och fortsatte efter militärtjänstgöring vid Skaraborgs regemente (P 4) sedan sina studier vid Stockholms högskola, där han tog juristexamen 1948. År 1946 gifte han sig med sjuksköterskan Asta. Efter tingstjänstgöring i Linde domsaga blev han åklagare i Stockholm, utbildade sig till polischef och hade tjänst vid poliskammaren i Stockholm 1953–61, med ett uppehåll för åklagartjänstgöring. Under samma tid hade han posten som sekreterare i den statliga polisskolans styrelse. Åren 1961–62 var han förste polisassessor och biträdande polisintendent i Stockholm.
År 1962 utsågs han av polismästaren Nils Lüning till att efterträda Åke Hasselrot som chef för den särskilda polisverksamheten, ”spionpolisen” – befattningen bytte 1964 namn till avdelningschef vid rikspolisstyrelsen. Som säpochef fick han avslöjandet och gripandet av spionen Stig Wennerström på sitt bord som ett av sina första uppdrag, och arbetet med detta upptog hela hans ämbetstid. Efter en händelse, som Vinge själv kallat ”grotesk”, där Vinge påstods ha uppfattat dåvarande statsminister Olof Palme vara en säkerhetsrisk, avgick han från befattningen 1 oktober 1970. Han efterträddes av Hans Holmér.
Åren 1970–87 var Vinge direktör vid Industriförbundet. Han var även ledamot av Datainspektionens styrelse, Datasamordningskommittén, Sårbarhetskommittén och Sårbarhetsutredningen.
Han gav ut sina memoarer 1988 med dagboksanteckningar och kommentarer om åren som Säpochef.